# Heterokumulene

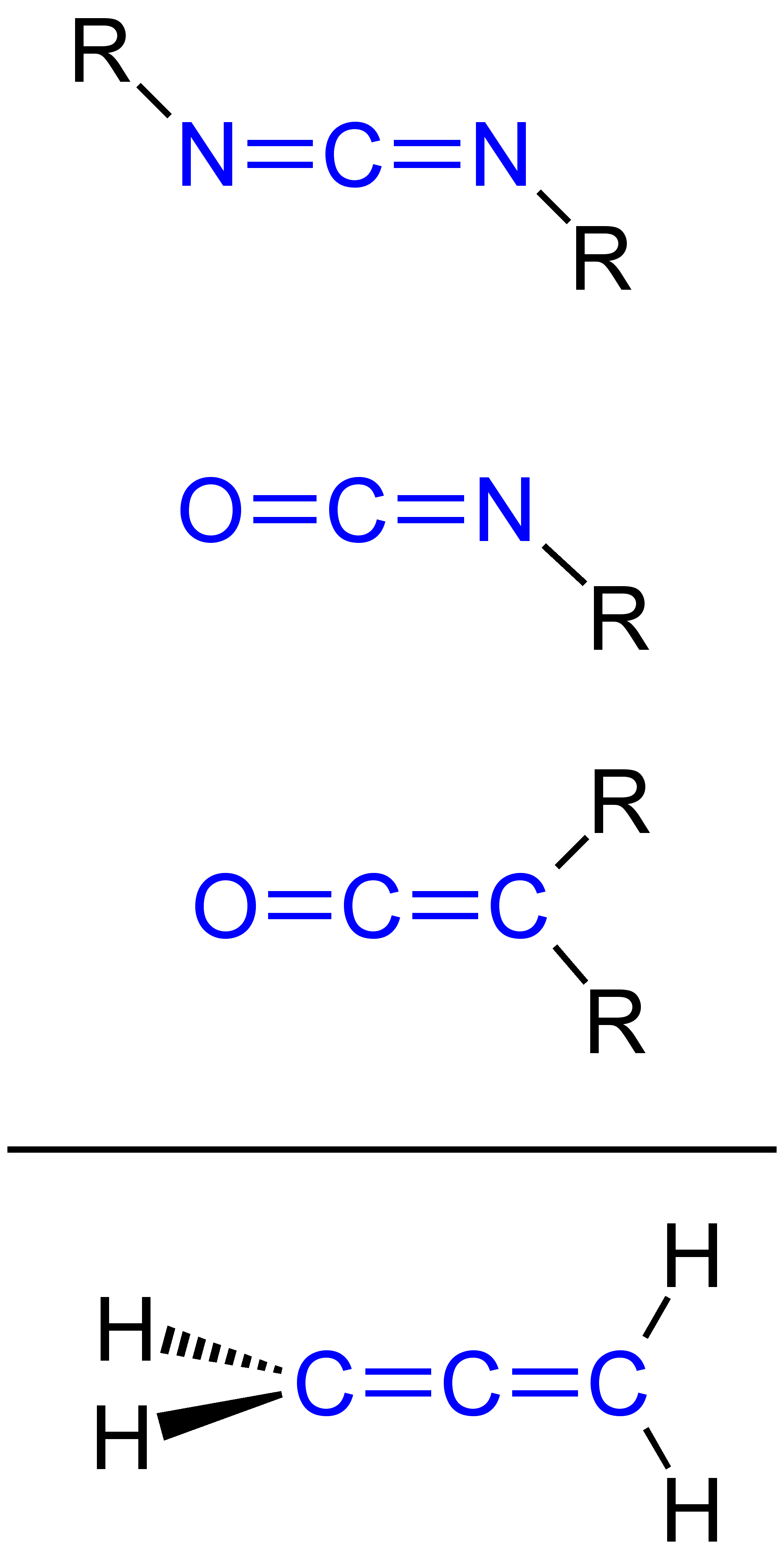
Heterokumulene (von oben nach unten): Diimide, Isocyanate, Ketene und zum Vergleich das einfachste Kumulen Propadien (ein Allen). Dabei ist R ein Organyl-Rest (Alkyl-Rest, Aryl-Rest, Alkylaryl-Rest etc.).
Das kumulierte Doppelbindungssystem und die daran beteiligten Atome sind blau markiert.

Heterokumulene  sind eine Stoffgruppe in der Chemie, die den Kumulenen ähnelt. Die Bezeichnung „Heterokumulene“ ist eine vom altgriechischen ἕτερος heteros, deutsch ‚der andere‘ und dem lateinischen Wort cumulare ‚anhäufen‘ abgeleitete Benennung für solche Stoffe, die mindestens ein Heteroatom enthalten und bei denen zwei oder mehr Doppelbindungen unmittelbar aneinandergereiht sind; sie bilden also ein System von kumulierten Doppelbindungen.
Ob die sich von den Allenen ableitenden Verbindungen mit zwei kumulierten Doppelbindungen zur Stoffgruppe der Hetereokumulene hinzugerechnet werden sollen, wird in der Fachliteratur kontrovers diskutiert. Der Römpp bejaht dies, das Gold Book dagegen definiert die Heterokumulene als Verbindungen mit einer Abfolge von mindestens drei kumulierten Doppelbindungen und schließt damit Substanzen wie Isothiocyanate und Isoselenocyanate von den Heterokumulenen aus.
In Labor und Technik finden einige Heterokumulene mit zwei kumulierten Doppelbindungen (Carbodiimide, Isocyanate, Ketene) breite Anwendung.
Ein Beispiel für ein Heterokumulen mit vier kumulierten Doppelbindungen ist Kohlenstoffsuboxid.